# Daju
Daju fou un estat que va existir al Darfur als segles xii i xiii, en la regió del sud-est del Jabal Murra a la regió de Nyala.
Els daju són identificats pels geògrafs àrabs com a tajuwa. Parlen una llengua pròpia que està emparentada al nubi del Nil. Modernament tenen com a cap un "shartay" que governa sobre nou "omdas", i sobre alguns zaghawa, fur, tunjur i àrabs hotiyya.